# Камкадамахі
Камкадамахі (рос. Камкадамахи) — село Акушинського району, Дагестану Росії. Входить до складу муніципального утворення Сільрада Дубрімахінська.
Населення — 285 (2010).

## Населення
За даними перепису населення 2002 року в селі мешкало 298 осіб. У тому числі 146 (48,99 %) чоловіків та 152 (51,01 %) жінки.
Переважна більшість мешканців — даргинці (100 % від усіх мешканців). У селі переважає північнодаргинська мова.